# Walter Greiling

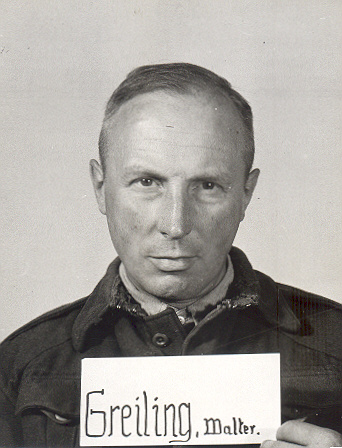
Walter Greiling als Zeuge bei den Nürnberger Prozessen.

Karl Walter Greiling (* 5. September 1900 in Weidenhausen, Hessen-Nassau; † 1986 in Neu-Isenburg) war ein deutscher Schriftsteller. Greiling war Verfasser zahlreicher Sachbücher über Entwicklungen in Technik und Wissenschaft.

## Leben
Walter Greiling war ein Sohn von Landjägermeister Martin Greiling und Mathilde Werner. Nach dem Schulbesuch studierte er in Frankfurt und Marburg Natur- und Sozialwissenschaften. Am 22. August 1922 promovierte er zum Dr. phil. In den 1920er und 1930er Jahren arbeitete Greiling als Bergmann im Kohle- und Schwefelerz-Bergbau. 1922/1923 war er zudem als Assistent an der Technischen Hochschule Hannover tätig und von 1924 bis 1928 als Mitarbeiter beim Hamburgischen Welt-Wirtschafts-Archiv sowie als Schriftleiter beim Wirtschaftsdienst (1927/1928 Hauptschriftleiter). Anschließend amtierte er bis 1931 als Referent des Spitzenverbands der Chemischen Industrie in Berlin.
In den 1930er Jahren wurde Greiling Hauptschriftleiter der Zeitschrift Chemische Industrie, dem Organ der Wirtschaftsgruppe Chemische Industrie. Einen ersten größeren publizistischen Erfolg erreichte er mit dem propagandistisch gefärbten Buch Chemie erobert die Welt, das nach dem Krieg in entnazifizierter Form beim Econ Verlag neu aufgelegt wurde. In den später kritisierten Passagen brachte er auf das damalige Kriegsgeschehen bezogene nationalsozialistische Anschauungen zum Ausdruck: „ein Teil unserer Überlegenheit rührt von dem her, was man mit den Worten bezeichnen kann: Totaleinsatz der Chemie.“ Greiling betonte in seinem Werk die Bedeutung der „Arier“ in der Chemiegeschichte und veröffentlichte 1940 einen antisemitischen Aufsatz über Die Rolle der Juden in der Chemie, in dem er Wissenschaftlern wie Adolph Frank, Nikodem Caro und Fritz Haber ihren Beitrag zum industriellen Fortschritt absprach. Greiling war 1935 SS-Rottenführer, er beantragte am 2. Juni 1937 die Aufnahme in die NSDAP und wurde rückwirkend zum 1. Mai desselben Jahres aufgenommen (Mitgliedsnummer 4.393.392).
Nach dem Krieg nahm Greiling als Zeuge am Prozess gegen die IG-Farben im Rahmen der Nürnberger Prozesse teil.
In der Nachkriegszeit intensivierte Greiling seine publizistische Tätigkeit. Daneben forschte er auf dem Gebiet der landwirtschaftlichen Mikrobiologie und beriet Industrieunternehmen. Ferner wirkte er an der Gestaltung des Atomiums für die Weltausstellung 1958 in Brüssel mit.
Weitere Tätigkeiten in nicht bekannter Reihenfolge:
- Mitarbeiter des „London and Cambridge Economic Service“
- Leiter des Informationsdienstes beim Spitzenverband der Chemischen Industrie (Berlin)

## Greilings Voraussagen bis zum Jahr 2100
Greiling sieht in den 1950er Jahren das 20. Jahrhundert als eine Zeit voraus, in der zunächst gedankenlos weiter Raubbau an der Natur betrieben werde. Er prophezeit, dass von 1990 bis 1995 eine internationale Klimapolitik begründet werde und dass kurz nach der Jahrtausendwende das Öl sich zum ersten Male plötzlich drastisch und krisenhaft verknappen werde. Fürs 21. Jahrhundert sah er eine weltweite Kooperation beim Umstellen auf biologische Rohstoffe, die es zusammen mit großen Projekten zum Befeuchten der Sahara, Turkestans und anderer Gebiete vergleichsweise mühelos möglich machen werden, zehn Milliarden Menschen zu ernähren. Er warnt davor, die Atomenergie zu nutzen, und stellt die Frage, wie man mit dem gewonnenen Wohlstand umgehen werde, wenn die drängenden technischen Probleme gelöst sind und es zu einer „schöpferischen Pause“ kommt.

## Werke
- Chemiker kämpfen für Deutschland. Wilhelm Limpert-Verlag, Berlin-Dresden 1940
- Chemie erobert die Welt. Econ-Verlag, München 1951
- 75 Jahre Chemieverband. Kruse-Verlag, Frankfurt 1952, Herausgeber: Verband der Chemischen Industrie
- Vernichtungs-Strahlen. Hoch-Verlag 1952
- Wie werden wir leben? Ein Buch von den Aufgaben unserer Zeit. Econ-Verlag, München 1954
- Im Banne der Medizin – Paul Ehrlich – Leben und Werk. Econ-Verlag, München 1954
- Chemie, Motor der Zukunft. Bertelsmann-Verlag 1961
- Mehr Brot für mehr Menschen. Franckh-Verlag 1963
- Chemie und Elektronik verändern die Welt. Leben mit dem Fortschritt. Econ-Verlag, München 1971

### Gemeinsame Veröffentlichungen
- 75 Jahre Duisburger Kupferhütte 1876–1951. Mit Kurt Horalek. Verlag: Duisburger Kupferhütte, 1951
- Carl Bosch. Mit Karl Holdermann. Econ-Verlag, München 1953
- Existenzfragen der Industriegesellschaft. Mit Wolfgang Koeck. Econ-Verlag, München 1962
- Keine Angst vor morgen. Mit Wolfgang Koeck. Econ-Verlag, München 1985, ISBN 3-430-15541-X